# Mariglia
La Mariglia è un gioco di carte diffuso in Sardegna dov'è soprannominato il bridge sardo, di cui si organizzano tornei locali. È molto popolare nel nord e centro dell'isola ed in particolare nella città di Sassari, dove fra i tanti giocatori occasionali vi fu anche un giovane Enrico Berlinguer.
Le origini della Mariglia si rintracciano nel gioco spagnolo Hombre del XVII secolo, poi diffuso in Francia e successivamente in Italia, arrivando a La Maddalena e successivamente in tutta la Gallura, a Sassari e nel resto dell'isola.

## Regole
Si gioca con un mazzo di quaranta carte sarde o anche più spesso genovesi: il mazzo genovese è infatti assai diffuso nel nord dell'isola. I quattro giocatori sono divisi in due coppie contrapposte. Scopo del gioco è realizzare più punti possibili secondo le regole ed i punteggi determinati.
Il mazziere invita l'avversario alla sua sinistra a smazzare, questo facendo attenzione a non sollevare o lasciare meno di cinque carte. Riunito il mazzo il segno che rimane nel fondo dello stesso sarà il "trionfo". Si distribuisce partendo dal giocatore avversario alla sua destra cinque carte per giocatore per due giri, per arrivare alle dieci carte necessarie per ciascun giocatore.  Sempre il mazziere nel primo giro di distribuzione delle cinque carte fa poi girare la prima carta dell'avversario scoprendola, nel caso la carta girata fosse dello stesso seme del "trionfo" la distribuzione prosegue a carte scoperte fino al cambio di seme, successivamente si applica lo stesso metodo anche a quelle del compagno. Mentre al mazziere e all'avversario alla sua sinistra si applica al secondo giro di distribuzione delle 5 carte. Questo metodo di distribuzione non è obbligatorio e si possono semplicemente distribuire cinque carte coperte per giro, solo il mazziere deve obbligatoriamente mostrare a tutti la quinta carta del secondo giro distributivo, che sarà il famoso "trionfo". Le carte del sette prendono il nome di "mariglia", la carta che ha più valore in assoluto con cinque punti, successivamente gli assi con quattro punti, il re con tre punti, il fante con due punti, la donna con un punto, mentre le carte dal sei al due prendono il nome di frilli, e prendono valore di un punto nelle fasi solo nel conteggio finale. Ogni fase è di quattro carte, infatti il conteggio viene fatto fase per fase alla fine della partita, mentre è vietato vedere le precedenti giocate durante la partita, ma solo tra una fase e l'altra, e si concede al massimo di vedere l'ultima fase, le ultime 4 carte. Vince la coppia che raggiunge per prima 45 o 71 punti in base a quanto stabilito all'inizio.
| Nome della carta da gioco | Sigla | Punteggio  |
| ------------------------- | ----- | ---------- |
| Sette (mariglia)          | 7     | 5          |
| Asso                      | A     | 4          |
| Re                        | R     | 3          |
| Fante                     | F     | 2          |
| Donna                     | D     | 1          |
| Sei                       | 6     | 0 (frillo) |
| Cinque                    | 5     | 0 (frillo) |
| Quattro                   | 4     | 0 (frillo) |
| Tre                       | 3     | 0 (frillo) |
| Due                       | 2     | 0 (frillo) |

## Altre varianti regionali
A Genova e in Campania si gioca una variante molto simile, denominata maniglia.